# Legenda o Ali-paši
Legenda o Ali-paši je roman bosanskohercegovačkog i hrvatskog književnika Envera Čolakovića.

## Radnja
U ovom djelu se radi o hamalu (tur. nosaču) Aliji, njegovom putu do bogatstva i ujedno o njegovoj velikoj ljubavi. Alija je mladi hamal dobrog srca koji svima pomaže, dobio je nadimak i Alija Leptir zbog njegovog dobrog karaktera i ljubavi prema Suncu. Uvijek je veseo i radostan i osoba je koja je uvijek rado viđena i veoma znana. Alija je zaljubljen u Almasu, kćer Mehage bakala, ali se nikada nije usudio pokazati joj svoju ljubav koju on osjeća prema njoj te se ona udaje za drugog, Ismet-efendiju. Međutim Almasa u tom braku nije bila sretna prvenstveno zbog teške Ismetove bolesti, epilepsije, koju joj je prešutio prije braka. Ubrzo se rastavlja od njega. U tom razdoblju Aliji se nekoliko puta za pomoć obraća mrzovoljni i škrti Mula Hasan dedo koji mu jednom pokaže svoje skriveno blago. Nakon smrti dede, Alija kupuje njegovu kuću te pronalazi bogatstvo, vjenča se Almasom, koja se nešto prije razvela od Ismet-efendije, i postaje Ali-paša. Jedno vrijeme je bio i u Travniku, kamo ga je poslao Ali-hodža, čovjek koji ga je volio više nego vlastitog sina. Tamo je patio za svojom Almasom, ali se brzo vratio kući, i našao dugo traženu sreću. Osvojio je svoju voljenu i postao bogat, a potom i slavan, nakon što je u sultanovoj vojsci tri godine uspješno ratovao po Perziji i Egiptu. Usprkos svim uspjesima, njegova je duša ostala ista, volio je pomagati drugima, nesebično, a nakon što se obogatio i izdašno. Ovo je topla ljudska priča o čovjeku koji je našao dugo traženu sreću, i dobio sve što je želio, zahvaljujući svojoj dobroti. Ovo je i priča o vrlini nesebičnosti, te o pogubnosti pohlepe: dva pohlepnika iz romana, Mula Hasan dedo i Židov Ješua, skončali su osramoćeni i nemoćni.

## Jezik i stil
- Epiteti: hladni dan, sretna majka, nov rad, stari čovjek, lijep grad,umorni pas, crne brčine, bolji svijet
- Personifikacije: čaršija je, dakle, živjela tiho; brige su bile svedene na prepričavanja; crkve su pozivale na jutarnju molitvu;   gradske kapije se otvaraju.
- Metafore: blage i glupe oči; manjih prodaja; mirnim Sarajevom; čudni vilajet; krupni glas.
- Onomatopeje: zvonjivom dozivale; melodiozno pjevali; pozdravljaju se tihim glasom; glas mu se zaori.
- Usporedbe: našao je na cepenku kao i uvijek hamala Aliju; kapi padaju brzo kao da se nadmeću; noge dršću kao lišće žalosne vrbe.

## Likovi
Alija Leptir,
Almasa,
Mula-Hasan dedo,
Ismet-efendija,
Ali-hodža Misirlija,
Arifaga telal,
Mehaga bakal,
Omeraga kazandžija,
Rifat,
fra Ante i fra Petar,
Zehra-hanuma,
Safija,
Ahmo,
Jesua